# Quận McIntosh, North Dakota
Quận McIntosh là một quận thuộc tiểu bang Bắc Dakota, Hoa Kỳ. Quận lỵ đóng ở Ashley6. Quận được đặt tên theo. Dân số theo điều tra năm 2010 của Cục điều tra dân số Hoa Kỳ là 2809 người.

## Địa lý
Theo Cục điều tra dân số Hoa Kỳ, quận này có diện tích 2577 km2, trong đó có 52 km2 là diện tích mặt nước.